# なにわ男子の逆転男子
『なにわ男子の逆転男子』（なにわだんしのぎゃくてんだんし）は、テレビ朝日系列で2021年4月17日から放送されているバラエティ番組である。なにわ男子の冠番組。
放送開始から2023年6月24日までは『まだアプデしてないの？』、同年7月1日から9月30日までは『まだアプデしてないの？ presents 逆転男子』（まだアプデしてないの プレゼンツ ぎゃくてんだんし）の番組タイトルで放送されていた。

## 概要
なにわ男子がテレビ朝日のレギュラー番組に出演するのは、2020年10月から1クール限定として放送された『なにわ男子と一流姉さん』以来となり、本格的なレギュラー番組としては関東圏では初。

### まだアプデしてないの？
なにわ男子が、新時代において国民的アイドルを目指して、新しい考え方について触れアップデートしていくといった内容である。

### なにわ男子の逆転男子
2023年7月1日、「まだアプデしてないの?」から「まだアプデしてないの? presents 『逆転男子』」に改題。「逆転」をテーマにメンバー7人の力を結集させて様々な企画に全力でチャレンジする。同回から、なにわ男子のうち1名が毎回交代で進行男子となり、MCを担当している。7月22日から、コットンがレギュラー出演を開始し、ニューヨークと企画ごとに交互に出演中。
2023年10月7日、「まだアプデしてないの? presents 『逆転男子』」から「なにわ男子の逆転男子」に再改題。これにより正式に冠番組に昇格した形となる。通常の番組ではエンドロールは左から流れているが、当番組は「逆転」がテーマであるためか、エンドロールが右から流れている。

## 出演者

### レギュラー
- なにわ男子（西畑大吾、大西流星、道枝駿佑、高橋恭平、長尾謙杜、藤原丈一郎、大橋和也）
- ニューヨーク（嶋佐和也、屋敷裕政） - 主に進行を担当するが、一部放送回では、なにわ男子とともに企画に挑戦する[4]。
- コットン（西村真二、きょん） - 2023年7月22日からニューヨークと隔週で同じく進行で出演。

### 過去の出演者
- 三谷紬（テレビ朝日アナウンサー）[5] - 2023年6月24日放送分にて、番組名改題およびリニューアルに伴い卒業）

## 放送リスト

### まだアプデしてないの?

#### 2021年
| 回 | 放送日         | テーマ                                                                   | 再現VTR出演 （上段：レギュラー出演者、下段：ゲスト）                                                                                               | アプデLAB（5GLABコラボ企画）                  |
| -- | -------------- | ------------------------------------------------------------------------ | --- | --------------------------------------------- |
| 1  | 2021年 4月17日 | 親子関係                                                                 | 大西流星、高橋恭平かなで（3時のヒロイン）、おかずクラブ(ゆいP、オカリナ)                                                                           | FR#1 ミッション・イン・卓球                   |
| 2  | 4月24日        | 父親との関係                                                             | 西畑大吾長谷川雅紀（錦鯉） | VR#1 「シチュイケGP」                         |
| 3  | 5月1日         | 金銭感覚                                                                 | 大橋和也、高橋恭平ジョイマン（高木晋哉、池谷和志）、おかずクラブ（ゆいP、オカリナ）、かなで（3時のヒロイン）、佐藤ちひろ（テレビ朝日アナウンサー） | FR#2 ミッション・イン・卓球 後半戦!           |
| 4  | 5月8日         | 美容                                                                     | 大西流星、大橋和也ラランド（サーヤ、ニシダ）、佐藤ちひろ（テレビ朝日アナウンサー）                                                                 | VR#2 「シチュイケGP」 後半戦!                 |
| 5  | 5月15日        | 出会い&デート                                                            | 大西流星、大橋和也吉住、ラランド（サーヤ、ニシダ）、あいなぷぅ（パーパー）、福田麻貴（3時のヒロイン）、佐藤ちひろ（テレビ朝日アナウンサー）        | FR#3 愛してるゲーム2.0                        |
| 6  | 5月22日        | 新たな働き方                                                             | 高橋恭平、大西流星ジョイマン（高木晋哉、池谷和志）、アキラ100%、佐藤ちひろ（テレビ朝日アナウンサー）                                               | VR#3 「新しいリズムゲームを考えよう!」        |
| 7  | 5月29日        | 夫婦のカタチ                                                             | 大西流星吉住 | FR#4 伝言ゲームをアプデしよう!                |
| 8  | 6月5日         | 暮らし方                                                                 | 長尾謙杜、高橋恭平納言（薄幸、安部紀克）、かなで（3時のヒロイン）                                                                                  | VR#4 「即興ダンスでアプデしよう!」            |
| 9  | 6月12日        | 習い事                                                                   | 長尾謙杜安部紀克（納言） | FR#5 伝言ゲームをアプデしよう!後半戦          |
| 10 | 6月19日        | 子供の習い事                                                             | 出演なし | VR#5 「なにわ反省会」前半!                    |
| 11 | 6月26日        | 料理男子                                                                 | 西畑大吾オカリナ（おかずクラブ） | FR#6 ボケメンGP                               |
| 12 | 7月3日         | ペット事情                                                               | 出演なし | VR#6 なにわ反省会後半!                        |
| 13 | 7月10日        | ペットとの暮らし方                                                       | 道枝駿佑蛙亭（イワクラ、中野周平） | FR#7 「こっそり可愛い選手権」                 |
| 14 | 7月17日        | メンズ美容                                                               | 長尾謙杜酒井貴士（ザ・マミィ）、あいなぷぅ（パーパー）、佐藤ちひろ（テレビ朝日アナウンサー）                                                       | VR#7 「メンズメイクでアプデしよう【高橋編】」 |
| 15 | 8月7日         | 勉強法                                                                   | 長尾謙杜、藤原丈一郎 |                                               |
| 16 | 8月14日        | 結婚式の新たな形                                                         | 西畑大吾 |                                               |
| 17 | 8月21日        | 親子関係                                                                 | 大橋和也 |                                               |
| 18 | 8月28日        | 番組に登場したアプデさんたちのその後を取材!                              | 出演なし |                                               |
| 19 | 9月4日         | 今どきティーンの稼ぎ方                                                   | 長尾謙杜 |                                               |
| 20 | 9月18日        | メンズ美容                                                               | 高橋恭平 |                                               |
| 21 | 9月25日        | 「最新調理家電」で料理の腕前をアプデせよ!                                | 大橋和也 |                                               |
| 22 | 10月2日        | 私、今日アプデします                                                     | 森田哲矢（さらば青春の光） |                                               |
| 23 | 10月9日        | アプデ検証ゲーム「ターゲットクエスチョン」                               | 3時のヒロイン |                                               |
| 24 | 10月16日       | アプデ検証ゲーム「なりすまし大喜利」                                     | アルコ&ピース（平子祐希、酒井健太） |                                               |
| 25 | 10月30日       | アプデメイク部                                                           | 大西流星アンミカ |                                               |
| 26 | 11月13日       | キズナミッション7人連続歌詞ノーミスカラオケ 【1時間SP（15:30 - 16:30）】 | |                                               |
| 27 | 11月27日       | メンバーなら知ってて当然!?キズナクイズ                                   | |                                               |
| 28 | 12月4日        | 常識力&イマドキ芸能人親子                                                | 西畑大吾大村朋宏（トータルテンボス）、晴空親子 |                                               |
| 29 | 12月11日       | アプデメイク部                                                           | 大西流星アンミカ |                                               |
| 30 | 12月18日       | 人生でアプデした瞬間                                                     | 西畑大吾、大西流星 |                                               |

#### 2022年
| 回 | 放送日        | テーマ                                                 | 再現VTR出演 （上段：レギュラー出演者、下段：ゲスト）                            |
| -- | ------------- | ------------------------------------------------------ | ------------------------------------------------------------------------------- |
| 31 | 2022年 1月8日 | まかない飯修業                                         | 大橋和也                                                                        |
| 32 | 1月15日       | 稼ぐティーン                                           | 高橋恭平、長尾謙杜                                                              |
| 33 | 1月22日       | 全員習ってるテスト                                     | インディアンス（田渕章裕、きむ）、ぼる塾（きりやはるか、あんり、田辺智加）      |
| 34 | 1月29日       | 全員習ってるテスト                                     | インディアンス（田渕章裕、きむ）、ぼる塾（きりやはるか、あんり、田辺智加）      |
| 35 | 2月5日        | 家を持たない                                           | 道枝駿佑、藤原丈一郎                                                            |
| 36 | 2月12日       | 大橋和也の料理力企画傑作選                             | 大橋和也出演なし                                                                |
| 37 | 2月19日       | まかない飯修業                                         | 大橋和也                                                                        |
| 38 | 2月26日       | 10代で起業したアプデティーンに学ぶ                     |                                                                                 |
| 39 | 3月5日        |                                                        | 長尾謙杜                                                                        |
| 40 | 3月12日       | アプデメイク部                                         | 大西流星アンミカ                                                                |
| 41 | 3月19日       | ナイス返し-1GP                                         | 高橋恭平、藤原丈一郎                                                            |
| 42 | 3月26日       | 漁港めし部                                             | 高橋恭平土屋アンナ                                                              |
| 43 | 4月2日        |                                                        | 西畑大吾山﨑ケイ（相席スタート）                                                |
| 44 | 4月9日        |                                                        | 高橋恭平、藤原丈一郎モグライダー（ともしげ、芝大輔）、ハリウッドザコシショウ    |
| 45 | 4月16日       | 全員習ってるテスト                                     | インディアンス（田渕章裕、きむ）、福田麻貴・かなで（3時のヒロイン）、村上佳菜子 |
| 46 | 4月23日       | 全員習ってるテスト                                     | インディアンス（田渕章裕、きむ）、福田麻貴・かなで（3時のヒロイン）、村上佳菜子 |
| 47 | 4月30日       | まかない飯修業                                         | 大橋和也                                                                        |
| 48 | 5月7日        | ナイス返し-1GP                                         | 大西流星、長尾謙杜                                                              |
| 49 | 5月14日       | アプデメイク部                                         | 大西流星アンミカ、Matt、佐藤友美（デンジャラスノッチの妻）                      |
| 51 | 5月21日       | 漁港めし部                                             | 高橋恭平土屋アンナ                                                              |
| 52 | 5月28日       | 目指せ!!なにわ男子分の1                                | もう中学生、白鳥久美子（たんぽぽ）、伊集院光、SHELLY、村上佳菜子                |
| 53 | 6月4日        | 目指せ!!なにわ男子分の1                                | もう中学生、白鳥久美子（たんぽぽ）、伊集院光、SHELLY、村上佳菜子                |
| 54 | 6月11日       | ちゃんと教えて!!なにわ先生                             | 藤原丈一郎                                                                      |
| 55 | 6月18日       | まかない飯修業                                         | 大橋和也                                                                        |
| 56 | 6月25日       | 全員習ってるテスト                                     | アインシュタイン（稲田直樹、河井ゆずる）、磯山さやか、王林、伊集院光            |
| 57 | 7月2日        | 目指せ!!なにわ男子分の1                                | おかずクラブ（オカリナ、ゆいP）、伊集院光、丸山桂里奈、磯山さやか               |
| 58 | 7月9日        | 漁港めし部 まかない飯修業 【1時間SP（15:30 - 16:30）】 | 高橋恭平、長尾謙杜、大橋和也、西畑大吾土屋アンナ                                |
| 59 | 7月16日       |                                                        | 藤原丈一郎                                                                      |
| 60 | 7月30日       |                                                        | 藤原丈一郎                                                                      |
| 61 | 8月6日        | たまにわ男子ツアー                                     | 大西流星、高橋恭平昴生（ミキ）、薄幸（納言）                                    |
| 62 | 8月13日       | 芸能界あるあるクエスト                                 | 関根勤                                                                          |
| 63 | 8月20日       | なみだ男子                                             | 大西流星、藤原丈一郎、大橋和也ラランド（ニシダ、サーヤ）                        |
| 64 | 8月27日       | なみだ男子                                             | 西畑大吾、大西流星、道枝駿佑、長尾謙杜ラランド（ニシダ、サーヤ）                |
| 65 | 9月3日        | クイズ!!大人なら答えられますよね?                      | 朝日奈央、インディアンス（田渕章裕、きむ）、蛙亭（中野周平、イワクラ）          |
| 66 | 9月17日       | クイズ!!大人なら答えられますよね?                      | 朝日奈央、インディアンス（田渕章裕、きむ）、蛙亭（中野周平、イワクラ）          |
| 67 | 9月24日       | アプデコーデ                                           | 長尾謙杜春日俊彰（オードリー）                                                  |
| 68 | 10月1日       | 俺の感覚あってる?国民的順番クイズ                      | 伊集院光、谷まりあ                                                              |
| 69 | 10月8日       | 俺の感覚あってる?国民的順番クイズ                      | 伊集院光、谷まりあ                                                              |
| 70 | 10月22日      | 芸能界あるあるクエスト                                 | 島崎和歌子、和田まんじゅう（ネルソンズ）、井上咲楽                              |
| 71 | 10月29日      | 芸能界あるあるクエスト                                 | 島崎和歌子、和田まんじゅう（ネルソンズ）、井上咲楽                              |
| 72 | 11月12日      | まかない飯修業                                         | 大橋和也                                                                        |
| 73 | 11月19日      | クイズ!!大人なら答えられますよね?                      | 松木安太郎、柏木由紀（AKB48）、昴生（ミキ）、蛙亭（中野周平、イワクラ）         |
| 74 | 11月26日      | クイズ!!大人なら答えられますよね?                      | 松木安太郎、柏木由紀（AKB48）、昴生（ミキ）、蛙亭（中野周平、イワクラ）         |
| 75 | 12月3日       | 俺の感覚合ってる?国民的順番クイズ                      | 伊集院光、横山由依                                                              |
| 76 | 12月10日      | 俺の感覚合ってる?国民的順番クイズ                      | 伊集院光、横山由依                                                              |
| 77 | 12月17日      | 俺の感覚合ってる?国民的順番クイズ                      | 伊集院光、横山由依                                                              |
| 78 | 12月24日      | アプデコーデ                                           | 長尾謙杜長谷川雅紀（錦鯉）                                                      |

#### 2023年
| 回  | 放送日         | テーマ                                    | 再現VTR出演 （上段：レギュラー出演者、下段：ゲスト）               |
| --- | -------------- | ----------------------------------------- | ------------------------------------------------------------------ |
| 79  | 2023年 1月14日 | 芸能界あるあるクエスト                    | 長谷川忍（シソンヌ）、森田哲矢（さらば青春の光）                   |
| 80  | 1月21日        | 芸能界あるあるクエスト                    | 長谷川忍（シソンヌ）、森田哲矢（さらば青春の光）                   |
| 81  | 1月28日        | クイズ!!大人なら答えられますよね?         | 伊集院光、蛙亭（中野周平、イワクラ）、中岡創一（ロッチ）、村重杏奈 |
| 82  | 2月4日         | クイズ!!大人なら答えられますよね?         | 伊集院光、蛙亭（中野周平、イワクラ）、中岡創一（ロッチ）、村重杏奈 |
| 83  | 2月11日        | 俺の感覚合ってる?国民的順番クイズ         | 水谷隼、谷まりあ                                                   |
| 84  | 2月18日        | 俺の感覚合ってる?国民的順番クイズ         | 水谷隼、谷まりあ                                                   |
| 85  | 3月4日         | まかない飯修業                            | 大橋和也                                                           |
| 86  | 3月11日        |                                           | 藤原丈一郎                                                         |
| 87  | 3月18日        |                                           | 藤原丈一郎                                                         |
| 88  | 3月25日        | ドローン国家資格を取る!                   | 道枝駿佑                                                           |
| 89  | 4月1日         | ドローン国家資格を取る!                   | 道枝駿佑                                                           |
| 90  | 4月8日         | 俺の感覚合ってる?国民的順番クイズ         | 伊集院光、藤本美貴                                                 |
| 91  | 4月15日        | 俺の感覚合ってる?国民的順番クイズ         | 伊集院光、藤本美貴                                                 |
| 92  | 4月22日        | アプデメイク部                            | 大西流星アンミカ、池田直人（レインボー）                           |
| 93  | 4月29日        | アプデメイク部                            | 大西流星アンミカ、池田直人（レインボー）                           |
| 94  | 5月6日         | ニューヨークからの挑戦状                  |                                                                    |
| 95  | 5月13日        | ニューヨークからの挑戦状                  |                                                                    |
| 96  | 5月20日        | 超人気カレーチェーン店の工場潜入          | 西畑大吾                                                           |
| 97  | 5月27日        | 超人気カレーチェーン店で人生初バイト      | 西畑大吾                                                           |
| 98  | 6月3日         | 逆転プロデュース                          | 大橋和也、高橋恭平                                                 |
| 99  | 6月10日        | 逆転プロデュース                          | 大西流星、道枝駿佑、長尾謙杜、藤原丈一郎                           |
| 100 | 6月17日        | 逆転プロフェッショナル 卓球編             | 水谷隼                                                             |
| 101 | 6月24日        | なにわ男子のイメージが逆転した瞬間ベスト7 | 出演者なし                                                         |

### まだアプデしてないの? presents『逆転男子』

#### 2023年
| 回  | 放送日        | テーマ                                    | ゲスト                                                          | 進行男子 |
| --- | ------------- | ----------------------------------------- | --------------------------------------------------------------- | -------- |
| 102 | 2023年 7月1日 | イメージ逆転男子                          | なし                                                            | 西畑     |
| 103 | 7月8日        | 逆転プロデュース                          | なし                                                            | 大西     |
| 104 | 7月15日       | 逆転プロデュース                          | なし                                                            |          |
| 105 | 7月22日       | イメージ逆転男子                          | なし                                                            | 大橋     |
| 106 | 7月29日       | イメージ逆転男子 カラオケ編               | 伊集院光                                                        | 道枝     |
| 107 | 8月5日        | 芸人スゴ技チャレンジ企画                  | おばたのお兄さん グリフォン國松 さんさんず チェリー吉武         |          |
| 108 | 8月12日       | イメージ逆転男子 カラオケ編               | 横川尚隆                                                        | 長尾     |
| 109 | 8月19日       | 逆転プロフェッショナル バスケットボール編 | 三上大樹（テレビ朝日アナウンサー） 高田真希 渡嘉敷来夢 三好南穂 | 高橋     |
| 110 | 8月26日       | 逆転プロフェッショナル バスケットボール編 | 三上大樹（テレビ朝日アナウンサー） 高田真希 渡嘉敷来夢 三好南穂 |          |
| 111 | 9月2日        | イメージ逆転男子 4コマ漫画編              | 見取り図                                                        | 西畑     |
| 112 | 9月16日       | 愛の告白SP                                | なし                                                            | 大西     |
| 113 | 9月23日       | イメージ逆転男子 スピーチ編               | モグライダー                                                    | 長尾     |
| 114 | 9月30日       | 逆転プロフェッショナル ドッジボール編     | おばたのお兄さん                                                | 大橋     |

### なにわ男子の逆転男子

#### 2023年
| 回  | 放送日         | テーマ                                    | 進行男子 | ゲスト                     |
| --- | -------------- | ----------------------------------------- | -------- | -------------------------- |
| 115 | 2023年 10月7日 | イメージ逆転男子 デートプラン編           | 道枝     | なし                       |
| 116 | 10月14日       | イメージ逆転男子 デートプラン編           | 道枝     | なし                       |
| 117 | 10月28日       | イメージ逆転男子 キャンプ飯編             | 高橋     | なし                       |
| 118 | 11月4日        | イメージ逆転男子 写真センス編             | 西畑     | 渡部陽一                   |
| 119 | 11月11日       | イメージ逆転男子 キャンプコーディネート編 | 大西     | なし                       |
| 120 | 11月25日       | 逆転を見破れ探偵男子                      |          | 土田晃之 武田修宏          |
| 121 | 12月2日        | クイズで逆転男子                          |          | ふくらP                    |
| 122 | 12月9日        | イメージ逆転男子 スポーツテストSP         | 藤原     | 昴生（ミキ）               |
| 123 | 12月16日       | アイドルのイメージ逆転 芸人からの挑戦状   |          | あとむ君 ウエスP ビコーン! |

#### 2024年
| 回  | 放送日         | テーマ                                                      | 進行男子 | ゲスト                                                                             | 備考       |
| --- | -------------- | ----------------------------------------------------------- | -------- | ---------------------------------------------------------------------------------- | ---------- |
| 124 | 2024年 1月13日 | 逆転プロフェッショナル ボウリング編                         | 大橋     | 山本勲 大西洋平（テレビ朝日アナウンサー）                                          |            |
| 125 | 1月20日        | イメージ逆転男子 クレーンゲーム編                           | 西畑     | 大西洋平（テレビ朝日アナウンサー）                                                 |            |
| 126 | 1月27日        | 逆転プロフェッショナル サッカー編                           | 長尾     | 尾形貴弘（パンサー） 槙野智章 森脇良太 松井大輔 寺川俊平（テレビ朝日アナウンサー） |            |
| 127 | 2月3日         | イメージ逆転男子 保育園編                                   | 西畑     | てぃ先生                                                                           |            |
| 128 | 2月10日        | イメージ逆転男子 保育園編                                   |          | てぃ先生                                                                           |            |
| 129 | 2月17日        | 逆転を見破れ探偵男子                                        |          | 土田晃之 和泉朝陽                                                                  |            |
| 130 | 2月24日        | 逆転を見破れ探偵男子                                        | 道枝     | 土田晃之 マヂカルラブリー                                                          |            |
| 131 | 3月2日         | イメージ逆転男子 カラオケ編                                 | 大西     | ケツ（ニッポンの社長）                                                             |            |
| 132 | 3月9日         | イメージ逆転男子 ホワイトデーお返しセンス編                 | 西畑     | なし                                                                               |            |
| 133 | 3月16日        | クイズ逆転男子〜群馬編〜                                    | 長尾     | ふくらP JOY 大西洋平（テレビ朝日アナウンサー）                                     |            |
| 134 | 3月23日        | イメージ逆転男子 下半期表彰式                               | 西畑     | なし                                                                               |            |
| 135 | 4月6日         | イメージ逆転男子 ペアカラオケ編                             | 藤原     | 塚地武雅（ドランクドラゴン）                                                       |            |
| 136 | 4月13日        | イメージ逆転男子 デートプラン編 第2弾 俺の地元 案内するわ〜 | 大西     | なし                                                                               |            |
| 137 | 4月20日        | イメージ逆転男子 デートプラン編 第2弾 俺の地元 案内するわ〜 | 大橋     | なし                                                                               |            |
| 138 | 4月27日        | 逆境に負けず自分の台本で涙を流せ ドラマ男子                 | 道枝     | 松田元太（Travis Japan） 蛙亭                                                      |            |
| 139 | 5月4日         | 逆境に負けず自分の台本で涙を流せ ドラマ男子                 | 長尾     | 松田元太（Travis Japan） Mr.シャチホコ                                             |            |
| 140 | 5月11日        | イメージ逆転男子 母の日プレゼントセンス編                   | 道枝     | なし                                                                               |            |
| 141 | 5月18日        | アイドルのイメージ逆転 芸人からの挑戦状                     |          | アトム君 山名文和（アキナ） チェリー吉武                                           |            |
| 142 | 5月25日        | 年長組VS年少組 子ども達に人気なのはどっちだ?                | 西畑     | 永瀬廉（King & Prince） てぃ先生                                                   |            |
| 143 | 6月1日         | イメージ逆転男子 手作り紙芝居編                             | 藤原     | てぃ先生                                                                           |            |
| 144 | 6月8日         | 高橋恭平に教えてあげよう                                    | 大橋     | なし                                                                               |            |
| 145 | 6月15日        | なにわ男子のマイナスイメージを逆転せよ 英語編               | 藤原     | モーリー・ロバートソン                                                             |            |
| 146 | 6月22日        | 逆転を見破れ探偵男子 スシロー編                             |          | 鰻和弘（銀シャリ） 稲田直樹（アインシュタイン）                                    |            |
| 147 | 6月29日        | なにわ男子のマイナスイメージを逆転せよ                      | 西畑     | 山口もえ                                                                           |            |
| 148 | 7月6日         | なにわ男子のマイナスイメージを逆転せよ                      | 大西     |                                                                                    |            |
| 149 | 7月13日        | オレを逆転してみろ!コレなら絶対負けへんで王                 | 大橋     | なし                                                                               |            |
| 150 | 7月20日        | アイドルのイメージを逆転 芸人からの挑戦状                   |          | あとむ君 スピーディーハンター ガクテンソク                                         |            |
| 151 | 7月27日        | アイドルのイメージを逆転 芸人からの挑戦状                   |          | 太我 チェリー吉武 てる                                                             |            |
| 152 | 8月3日         | イメージ逆転男子 夏祭りデートコーデ編                       | 藤原     | みちょぱ 近藤千尋                                                                  |            |
| 153 | 8月10日        | イメージ逆転男子 料理編 第3弾 夏バテ防止最強対決            | 長尾     | なし                                                                               |            |
| 154 | 8月17日        | 逆転を見破れ探偵男子 餃子の王将編                           |          | なし                                                                               |            |
| 155 | 8月24日        | 夏休み特別編 保育園児と水遊びSP                             | 西畑     | てぃ先生                                                                           |            |
| 156 | 8月31日        | イメージ逆転男子 料理で心をつかむの誰だ                     | 大橋     | てぃ先生                                                                           |            |
| 157 | 9月14日        | 逆転を見破れ探偵男子                                        |          | 平子祐希（アルコ&ピース）                                                          | 大橋は欠席 |
| 158 | 9月21日        | 苦手を逆転 道枝駿佑の食べ物編                               | 藤原     | なし                                                                               | 大橋は欠席 |
| 159 | 9月28日        | オレを逆転してみろ!コレなら絶対負けへんで王                 | 西畑     | なし                                                                               | 大橋は欠席 |
| 160 | 10月5日        | 逆転を見破れ探偵男子 牛角編                                 |          | なし                                                                               |            |
| 161 | 10月12日       | 第1回尻相撲ザ・トーナメント                                 | 西畑     | 正門良規（Aぇ!group） 横川尚隆                                                     |            |
| 162 | 10月19日       | 名物企画で勝負 過去の俺たちを逆転せよ                       | 道枝     | なし                                                                               |            |
| 163 | 11月2日        | 第2回尻相撲ザ・トーナメント                                 |          | 西野創人（コロコロチキチキペッパーズ） 浮所飛貴（美 少年） 森脇健児                |            |
| 164 | 11月9日        | 逆転ゲーム男子                                              |          | さや香                                                                             |            |
| 165 | 11月16日       | 逆転を見破れ探偵男子 しゃぶしゃぶ温野菜編                   |          | なし                                                                               |            |
| 166 | 11月23日       | 逆転を見破れ探偵男子 ダイソー編                             |          | なし                                                                               |            |
| 167 | 11月30日       | みんなで泣けるか?ドラマ男子チーム戦                         | 大西     | 勝村政信                                                                           |            |
| 168 | 12月7日        | イメージ逆転男子 冬の古着コーデ編                           | 高橋     | みちょぱ                                                                           |            |
| 169 | 12月14日       | アイドルのイメージ逆転 芸人からの挑戦状                     |          | ウエスP ねこじゃらし 孝行球児                                                      |            |
| 170 | 12月21日       | なにわ男子が危ない 尻相撲緊急作戦会議                       | 西畑     | なし                                                                               |            |

#### 2025年
| 回  | 放送日         | テーマ                                                        | 進行男子 | ゲスト | 備考       |
| --- | -------------- | ------------------------------------------------------------- | -------- | --- | ---------- |
| 171 | 2025年 1月11日 | 第3回尻相撲ザ・トーナメント                                   |          | 浮所飛貴（美 少年） 吉澤閑也（Travis Japan） 小島健（Aぇ!group） 宮田俊哉（Kis-My-Ft2）                           | 藤原は欠席 |
| 172 | 1月18日        | 第3回尻相撲ザ・トーナメント                                   |          | 浮所飛貴（美 少年） 吉澤閑也（Travis Japan） 小島健（Aぇ!group） 宮田俊哉（Kis-My-Ft2）                           | 藤原は欠席 |
| 173 | 1月25日        | Travis Japan参戦!冬の大運動会                                 | 藤原     | 七五三掛龍也（Travis Japan） 宮近海斗（Travis Japan） 松倉海斗（Travis Japan） 布施宏倖（テレビ朝日アナウンサー） |            |
| 174 | 2月1日         | Travis Japan参戦!冬の大運動会                                 | 藤原     | 七五三掛龍也（Travis Japan） 宮近海斗（Travis Japan） 松倉海斗（Travis Japan） 布施宏倖（テレビ朝日アナウンサー） |            |
| 175 | 2月8日         | 逆転勝利で返り討ち コレなら絶対負けへんで王                   | 大橋     | 末澤誠也（Aぇ!group）                                                                                             | 藤原は欠席 |
| 176 | 2月15日        | 逆転ゲーム男子                                                |          | 浮所飛貴（美 少年） 小島健（Aぇ!group）                                                                           | 藤原は欠席 |
| 177 | 2月22日        | イメージ逆転男子 ガチ私服で彼女のご実家訪問編                 | 大橋     | 増田貴久（NEWS） 河井ゆずる（アインシュタイン） 藤田ニコル                                                        | 大西は欠席 |
| 178 | 3月1日         | 第1回7mビーチフラッグtheトーナメント                          |          | 菅田琳寧（B&ZAI） 塚田僚一（A.B.C-Z） 戸塚祥太（A.B.C-Z）                                                         |            |
| 179 | 3月8日         | 逆転を見破れ探偵男子                                          |          | 増田貴久（NEWS） モグライダー                                                                                     | 大西は欠席 |
| 180 | 3月15日        | 覚えて正確に伝えろ ダンスリレーバトル                         |          | 吉澤閑也（Travis Japan） 那須雄登（ACEes） 加藤諒 KAZtheFIRE shoji（s**t kingz）                                  |            |
| 181 | 3月22日        | 大ピンチを乗り切れ 逆転ドラマ男子                             |          | ジェシー（SixTONES） みちょぱ                                                                                     |            |
| 182 | 3月29日        | 先輩に教われ!目指せ芸能界逆転男子                             |          | 河合郁人 |            |
| 183 | 4月5日         | 疲れた体を逆転 睡眠男子                                       |          | |            |
| 184 | 4月12日        | 覚えて正確に伝えろ ダンスリレーバトル                         |          | 七五三掛龍也（Travis Japan） 作間龍斗（ACEes） ハシヤスメ・アツコ KAZtheFIRE shoji（s**t kingz）                  |            |
| 185 | 4月19日        | 先輩に教われ!目指せ芸能界最強男子                             |          | 宮田俊哉（Kis-My-Ft2）                                                                                            |            |
| 186 | 4月26日        | 大ピンチを乗り切れ 逆転ドラマ男子                             |          | |            |
| 187 | 5月3日         | 逆転勝利で返り討ち コレなら絶対負けへんで王                   |          | 浮所飛貴（ACEes）                                                                                                 |            |
| 188 | 5月10日        | 覚えて正確に伝えろ ダンスリレーバトル                         |          | 永岡蓮王（AmBitious） 作間龍斗（ACEes） KAITA shoji（s**t kingz）                                                 |            |
| 189 | 5月17日        | アイドルのイメージ逆転 芸人からの挑戦状                       |          | ウエスP ねこじゃらし 大谷健太                                                                                     |            |
| 190 | 5月24日        | 大ピンチを乗り切れ 逆転ドラマ男子                             |          | みちょぱ |            |
| 191 | 5月31日        | イメージ逆転男子 ガチ私服で彼女のオシャレ友達とのランチデート |          | みちょぱ 近藤千尋                                                                                                 |            |
| 192 | 6月7日         | ACEesと夏の大運動会                                           |          | 佐藤龍我（ACEes） 那須雄登（ACEes） 深田竜生（ACEes）                                                             |            |
| 193 | 6月14日        | 逆転勝利で返り討ち コレなら絶対負けへんで王                   |          | 髙地優吾（SixTONES）                                                                                              |            |
| 194 | 6月21日        | ACEesと夏の大運動会 後半戦                                    |          | 佐藤龍我（ACEes） 那須雄登（ACEes） 深田竜生（ACEes）                                                             |            |
| 195 | 6月28日        | 休みになったらどこへ行く? 大橋和也編                          |          | |            |
| 196 | 7月5日         | 覚えて正確に伝えろ ダンスリレーバトル                         |          | 菅田琳寧（B&ZAI） shoji（s**t kingz）                                                                             |            |
| 197 | 7月12日        | 逆転勝利で返り討ち コレなら絶対負けへんで王                   |          | 渡辺翔太（Snow Man）                                                                                              |            |
| 198 | 7月26日        | イメージ逆転男子 ガチ私服で海沿いデート                       |          | 谷まりあ みちょぱ                                                                                                 |            |
| 199 | 8月2日         | なにわ男子vsふぉ〜ゆ〜 先輩曲ダンスバトル                     |          | ふぉ〜ゆ〜 NOSUKE                                                                                                 |            |
| 200 | 8月9日         | 第4回尻相撲ザ・トーナメント                                   |          | 松島聡（timelesz） 春日俊彰（オードリー） 大ちゃん（ちゃんぴおんず） 横川尚隆 NOSUKE                              |            |
| 201 | 8月16日        | 第4回尻相撲ザ・トーナメント                                   |          | 松島聡（timelesz） 春日俊彰（オードリー） 大ちゃん（ちゃんぴおんず） 横川尚隆 NOSUKE                              |            |

## ネット局
- ローカルセールス枠のため、同時ネット局もしくは当日時差ネット局であっても、編成の都合で臨時非ネットもしくは遅れネットとすることがある。

| 放送対象地域   | 放送局                       | 系列           | 放送日時                     | 放送開始日    | ネット状況    |
| -------------- | ---------------------------- | -------------- | ---------------------------- | ------------- | ------------- |
| 関東広域圏     | テレビ朝日（EX）             | テレビ朝日系列 | 土曜 15:30 - 16:00           | 2021年4月17日 | 制作局        |
| 長野県         | 長野朝日放送（abn）          | テレビ朝日系列 | 土曜 15:30 - 16:00           | 2021年4月17日 | 同時ネット    |
| 福岡県         | 九州朝日放送（KBC）          | テレビ朝日系列 | 日曜 23:55 - 翌0:25          | 2021年4月17日 | 1日遅れ       |
| 中京広域圏     | 名古屋テレビ（メ〜テレ/NBN） | テレビ朝日系列 | 日曜 23:55 - 翌0:25          | 2021年4月17日 | 1日遅れ       |
| 沖縄県         | 琉球朝日放送（QAB）          | テレビ朝日系列 | 土曜 9:30 - 10:30            | 2021年4月17日 | 6時間先行     |
| 香川県・岡山県 | 瀬戸内海放送（KSB）          | テレビ朝日系列 | 土曜 13:30 - 14:00           | 2021年4月17日 | 2時間先行     |
| 福島県         | 福島放送（KFB）              | テレビ朝日系列 | 土曜 15:30 - 16:00           | 2021年4月17日 | 同時ネット    |
| 近畿広域圏     | 朝日放送テレビ（ABC TV）     | テレビ朝日系列 | 金曜 1:38 - 2:14（木曜深夜） | 2021年4月17日 | 遅れネット    |
| 鹿児島県       | 鹿児島放送（KKB）            | テレビ朝日系列 | 日曜 13:55 - 14:25           | 2021年4月17日 | 1日遅れ       |
| 秋田県         | 秋田朝日放送（AAB）          | テレビ朝日系列 | 日曜 0:00 - 0:30（土曜深夜） | 2021年4月18日 | 8時間30分遅れ |
| 新潟県         | 新潟テレビ21（UX）           | テレビ朝日系列 | 8時間30分遅れ                | 2021年4月18日 |               |
| 山口県         | 山口朝日放送（yab）          | テレビ朝日系列 |                              | 2021年4月18日 |               |
| 石川県         | 北陸朝日放送（HAB）          | テレビ朝日系列 | 日曜 0:05 - 0:35（土曜深夜） | 2021年4月18日 | 8時間35分遅れ |
| 大分県         | 大分朝日放送（OAB）          | テレビ朝日系列 | 日曜 10:30 - 11:30           | 2021年4月18日 | 19時間遅れ    |
| 青森県         | 青森朝日放送（ABA）          | テレビ朝日系列 | 日曜 17:00 - 17:30           | 2021年4月18日 | 遅れネット    |
| 山形県         | 山形テレビ（YTS）            | テレビ朝日系列 | 日曜 17:00 - 17:30           | 2021年4月18日 | 遅れネット    |
| 宮城県         | 東日本放送（khb）            | テレビ朝日系列 | 日曜 23:55 - 翌0:25          | 2021年4月19日 | 遅れネット    |
| 岩手県         | 岩手朝日テレビ（IAT）        | テレビ朝日系列 | 日曜 23:55 - 翌0:25          | 2021年4月19日 | 遅れネット    |
| 静岡県         | 静岡朝日テレビ（SATV）       | テレビ朝日系列 | 日曜 0:05 - 0:35（土曜深夜） | 2021年4月19日 | 遅れネット    |
| 愛媛県         | 愛媛朝日テレビ（eat）        | テレビ朝日系列 | 日曜 23:55 - 翌0:25          | 2021年4月19日 | 遅れネット    |
| 長崎県         | 長崎文化放送（ncc）          | テレビ朝日系列 | 日曜 23:55 - 翌0:25          | 2021年4月19日 | 遅れネット    |
| 広島県         | 広島ホームテレビ（HOME）     | テレビ朝日系列 | 日曜 1:00 - 1:30（土曜深夜） | 2021年4月19日 | 遅れネット    |
| 熊本県         | 熊本朝日放送（KAB）          | テレビ朝日系列 | 日曜 23:55 - 翌0:25          | 2021年4月19日 | 遅れネット    |
| 北海道         | 北海道テレビ（HTB）          | テレビ朝日系列 | 月曜 0:25 - 0:55（日曜深夜） | 2021年4月19日 | 遅れネット    |

## スタッフ
- ナレーション：田中萌（田中→テレビ朝日アナウンサー、2023年8月頃-）、加藤真輝子（テレビ朝日アナウンサー、2024年4月頃-）【週替り】
- 構成：樅野太紀、エモペイ
- TM：大槻和也
- TD：古川雅之【週替り】
- TD/カメラ：石井豪【週替り】
- カメラ：宮本邦慶、平間隆啓、吉武佑祐、及川貴也、廣瀬義幸、宮内大翼、新井麻奈美、福元昭彦、前田芽生、長﨑太資、福島一憲、相澤進史、桝田茂雄【週替り】
- VE：山﨑香歩、中村優介、木村雄【週替り】
- 音声：内野陽介、笠原祥希、林田群士【週替り】
- 照明：田中雄哉、竹内未来、森口花菜、石井久友【週替り】
- 美術/美術進行：清水基恵（以前は美術進行→美術プロデュース）
- デザイン︰森みどり
- 大道具：幸地忍
- 電飾︰今野静香
- 小道具：小柳沙季
- メイク：川口カツラ店
- 編集：曽根徹、山本夏希、名雪健太郎、髙瀬孝河、横井勇太【週替り】
- MA：嶋村仁美、佐藤卓也、川原崎智史、林美蘭、阪萌々華【週替り】
- 音効：温水義成、山本達也【週替り】
- 編成：宇喜多宏美、馬渕真太朗
- 宣伝：高橋夏子
- デスク：河野朋恵、知久惠子
- リサーチ：リベラス
- 美術協力：テレビ朝日クリエイト
- 技術協力：テイクシステムズ、麻布プラザ
- アシスタントディレクター：家次史昭、曽根彩乃、山下貴司、生駒日菜子、米山倫生、百崎匡哉、竹内卓也、林甲斐、山﨑拓海、百瀬敏晃、吉岡穂耶、井上知保、片貝悠人、田畑颯馬、木津智夏、百瀬敏晃、金田倫太朗、表翔太、重光茉並、仲壱靖、長友清那、小熊希美【週替り】
- アシスタントプロデューサー：山口優衣、児(兒)玉南美、安妻宏洋
- ディレクター：河村啓司、玉田康人、山野上愛、小野塚太我、岩田充弘、宮田綾子、細川顕、渡邉淳子、山下楓、山口ひとみ、野村昌彦、山本恵至、滝島春樹、中島孝志、永井裕史、山口大輔【週替り】
- チーフ/ディレクター︰渡辺伸【週替り】
- チーフディレクター：白岩大輔、鈴木靖広、宮澤拓郎【週替り】
- プロデューサー：大坪大祐、熊谷和也（共に2024年10月頃-）、野中和哉
- 演出：近藤正紀（2023年1月14日から2023年7月頃まで演出・プロデューサー）
- ゼネラルプロデューサー：小田隆一郎
- 制作協力：テレビ朝日映像
- 制作：テレビ朝日ビジネスソリューション本部 コンテンツ編成局第1制作部
- 制作著作：テレビ朝日

### 過去のスタッフ
- ナレーション：山中まどか、市川展丈（市川→以前は不定期）
- 構成：都築浩、北健一郎
- 美術プロデュース：森永牧子、竹山陽菜、遠藤ゆか
- 美術進行：朝倉夕貴、金補旻
- 大道具：相澤広瀬、藤巻朱音
- 編成：久保田春記、上野洋輔、新谷拓也、泉良樹、大塚脩平、安部旭紘
- 協力：7Clover、kumaSoftアプリ「ひとり会議」
- アシスタントディレクター：横山美羽
- ディレクター：俵木花純、倉松耕平、荒川憲介、内掘知人、吉澤直樹/吉田至次
- チーフディレクター：細田和也【毎週】
- プロデューサー：山内智未、越後圭祐、乙黒剛士、光瀬史郎
- 演出・プロデューサー：芦田太郎（2022年12月まで）
- ゼネラルプロデューサー：荒井祥之